# Michelin
Michelin é uma empresa multinacional francesa fabricante de pneus com sede em Clermont-Ferrand, na região de Auvergne-Rhône-Alpes, na França. É a segunda maior fabricante de pneus do mundo, atrás da Bridgestone, e maior que a Goodyear e a Continental. Além da marca Michelin, ela também é proprietária da empresa de pneus Kléber, da Uniroyal-Goodrich Tire Company, das marcas SASCAR, Bookatable e Camso. 
A Michelin também se destaca pelo Guia Michelin, uma publicação turística destinada a classificar restaurantes e hotéis e pelo mascote da empresa, Bibendum, que é um humanoide composto por pneus.

## História

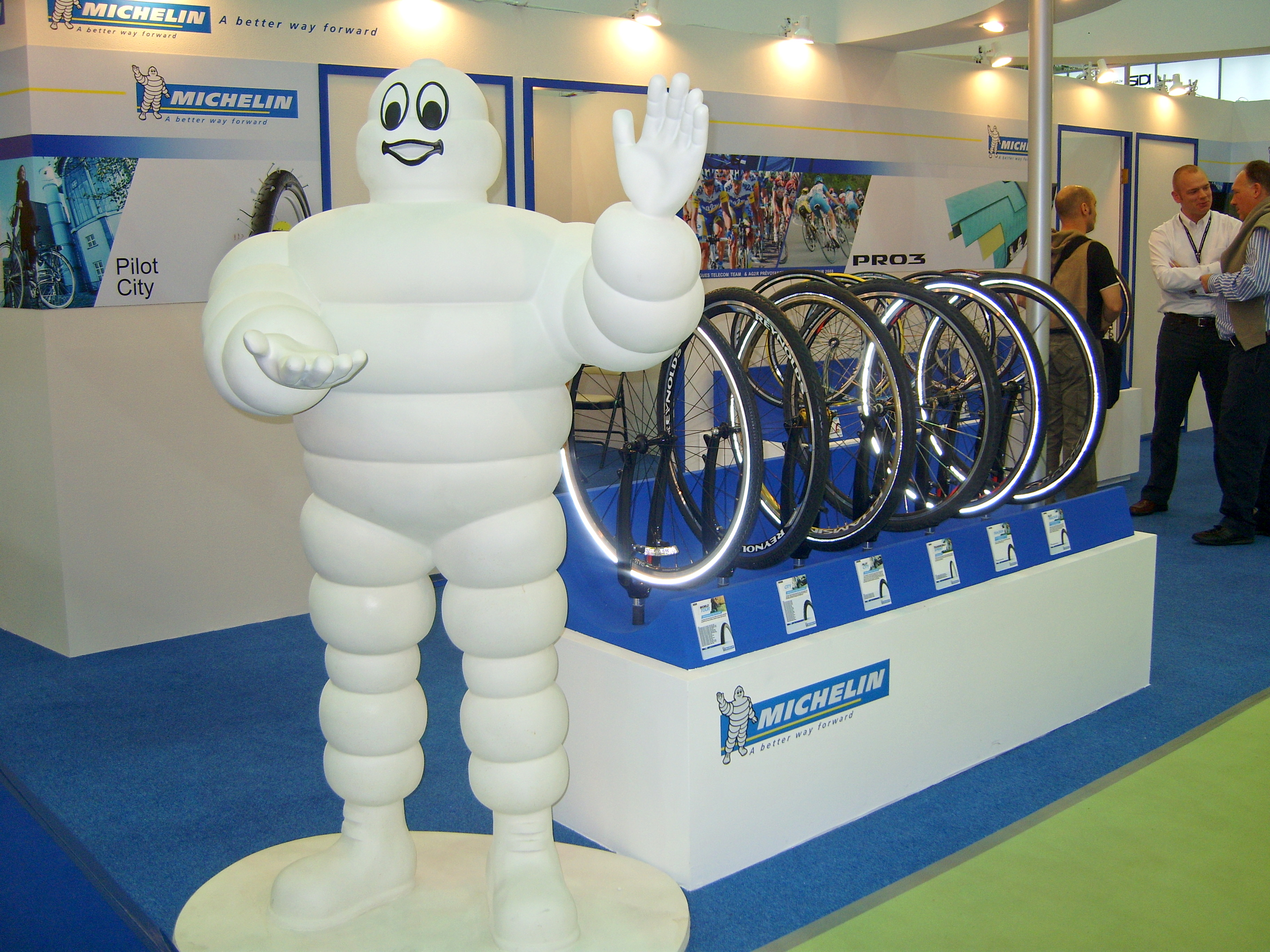
Bibendum, o mascote da Michelin

Fundada em 1889 pelos irmãos Édouard e André Michelin, a empresa tem 68 unidades de produção em 17 países que produzem 178 milhões de pneus por ano e está comercialmente presente em mais de 170 países do mundo com uma participação no mercado mundial de cerca de 14%.[carece de fontes?] O Boneco Michelin - Bibendum é seu mascote desde 1898.
Até maio de 2006 era dirigida por um herdeiro da família, Édouard Michelin, que morreu afogado em um naufrágio durante uma pescaria nas proximidades da ilha de Sein.
Em 2008, começou a fornecer pneus à recém-criada Superleague Fórmula, entrando como fornecedora exclusiva.
Em setembro de 2014, a Michelin comprou a Sascar, empresa brasileira de gestão de frotas e rastreamento de carga.
Em fevereiro de 2016, comprou a brasileira Levorin e Neotec, ambas sediadas em Guarulhos e Manaus.

## Na Fórmula 1

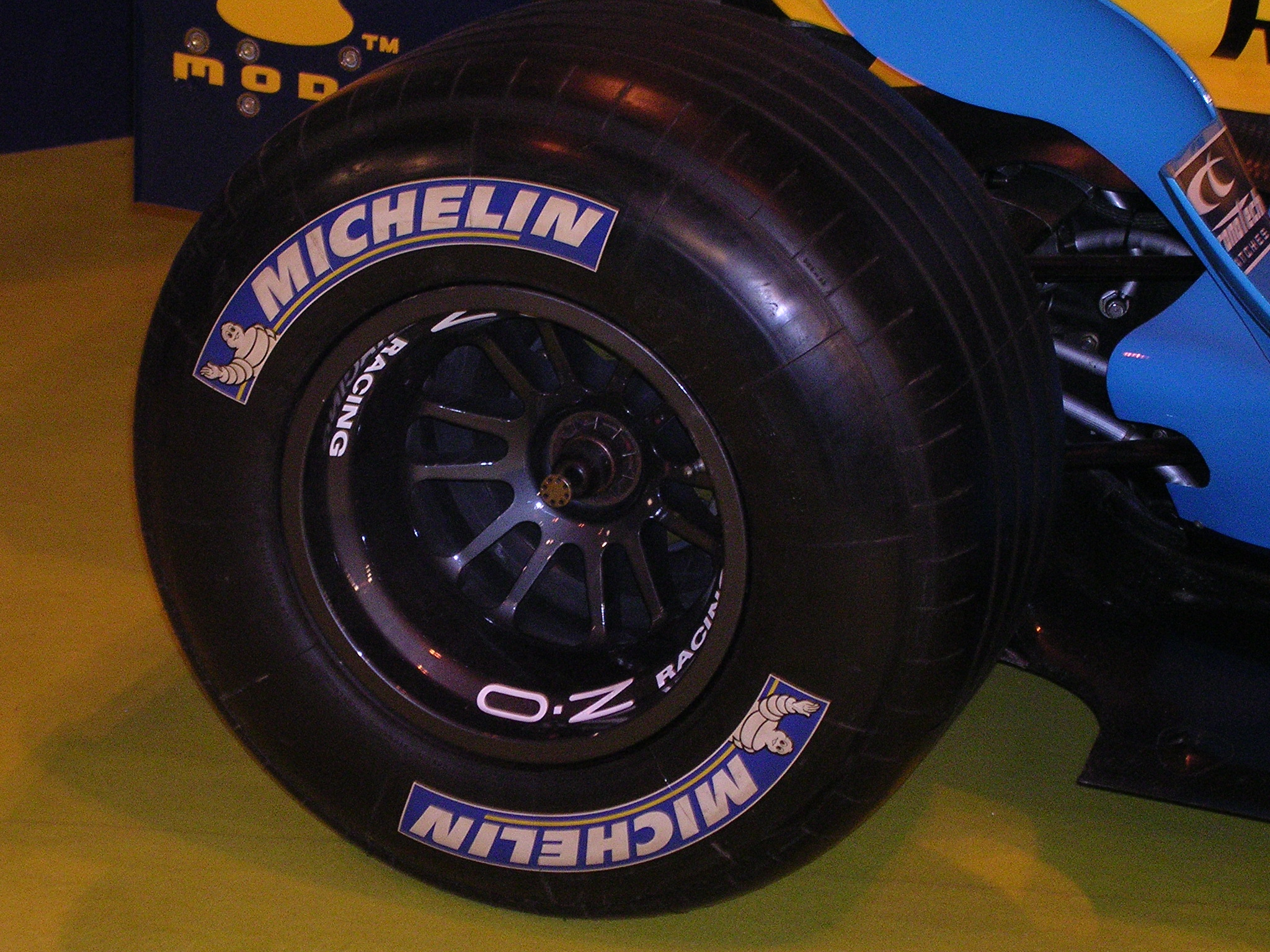
Renault R25 usando pneus fornecidos pela Michelin

De 1977 até ao fim da época de 2006 (ausente de 1985 até 2000), a Michelin forneceu pneus à F1. Em 2007 ausentou-se novamente, sendo que a sua rival Bridgestone passou a ser a fornecedora exclusiva de pneus da F1.
Temporadas: 1977-1984, 2001-2006
Grandes Prêmios: 215
- 1º GP (1ª Fase): GP da Grã-Bretanha de 1977
- Último GP (1ª Fase): GP de Portugal de 1984
- 1º GP (2ª Fase): GP da Austrália de 2001
- Último GP (2ª Fase): GP do Brasil de 2006

Vitórias: 102
- 1ª Vitória (1ª Fase):  Carlos Reutemann (Ferrari), GP do Brasil de 1978

- Última Vitória (1ª Fase):  Alain Prost (McLaren-TAG), GP de Portugal de 1984

- 1ª Vitória (2ª Fase):  Ralf Schumacher (Williams-BMW), GP de San Marino de 2001

- Última Vitória (2ª Fase):  Fernando Alonso (Renault), GP do Japão de 2006

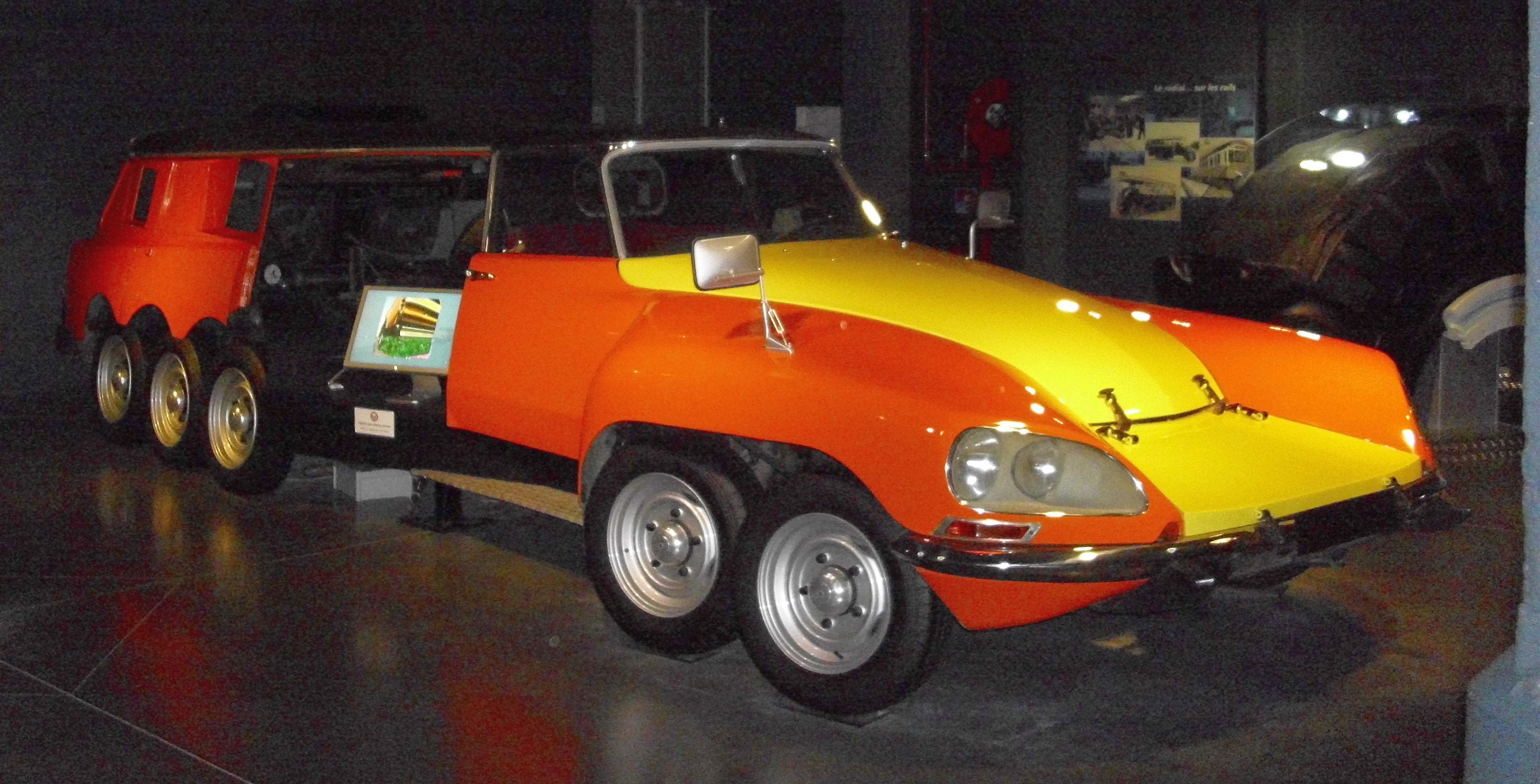
Michelin PLR

Pole Positions: 111
Voltas Mais Rápidas: 108
Principais Equipes que Forneceu:
- Renault - 1977-1984, 2002-2006
- Ferrari - 1978-1981
- Ligier - 1981-1984
- Brabham - 1981, 1983-1984
- Williams - 1981, 2001-2005
- McLaren - 1981-1984, 2002-2006
- Honda - 2006

## Veículos
A empresa lançou um veículo protótipo batizado de "Michelin PLR", com projeto da Citroën DS, dois motores da Chevrolet e com 10 rodas.